# ديفاني بانوشالي
ديفاني بانوشالي (بالإنجليزية: Dhvani Bhanushali)‏ (ولدت في 22 مارس 1998) هي مطربة هندية. ولدت في مومباي وتعلمت في دهرادون، وهي معروفة في الغالب بأغنيتها "Vaaste" التي اجتازت أكثر من 800 مليون مشاهدة على يوتيوب. وهي أيضًا أصغر مطربة تحصل على مليار مشاهدة على يوتيوب من خلال أغنيتها الفرديتين "Vaaste" و "Leja Re" في سن 21 عامًا. بدأت حياتها الموسيقية مع أغنيات "Tere Mere Reprise" من الشيف "Humsafar" صوتي "من Badrinath Ki Dulhania ،" Veere "من Veere Di Wedding و" Ishtehaar "من فيلم Welcome To New York. لقبها هو DB.

## وصلات خارجية
- ديفاني بانوشالي على موقع IMDb (الإنجليزية)
- ديفاني بانوشالي على موقع ميوزك برينز (الإنجليزية)
- ديفاني بانوشالي على موقع قاعدة بيانات الفيلم (الإنجليزية)

1. ↑  Internet Movie Database (بالإنجليزية), QID:Q37312